# عدد ماخ بحرانی

الگوهای شارش تراصوتی روی بال هواپیما که اثرات شارش را در عدد بحرانی ماخ و بالاتر از آن نشان می‌دهد.

در آیرودینامیک، عدد ماخ بحرانی (انگلیسی: Critical Mach number) که با Mcr یا *M نشان داده می‌شود، کمترین مقدار عدد ماخ برای یک هواگرد است که در آن جریان هوا در نقاطی از هواگرد به سرعت صوت می‌رسد، اما از آن فراتر نمی‌رود. در عدد ماخ بحرانی پایین‌تر، جریان هوا در همه اطراف هواگرد، پایین‌تر از سرعت صوت است. هواگردهای دارای سرعت ابرصوتی مانند هواپیمای کنکورد و هواپیماهای جنگی نیز عدد ماخ بحرانی بالاتر دارند که در آن جریان هوا در اطراف کل هواگرد، بالاتر از سرعت صوت است.